# Erdoesia tessellata
Erdoesia tessellata är en stekelart som beskrevs av Boucek 1957. Erdoesia tessellata ingår i släktet Erdoesia och familjen puppglanssteklar.
Artens utbredningsområde är:
- Tjeckien.
- Tyskland.
- Ungern.
- Kroatien.

Inga underarter finns listade i Catalogue of Life.